# Przywory (gmina Wieruszów)
Przywory – dawna osada leśna w Polsce, w województwie łódzkim, w powiecie wieruszowskim, w gminie Wieruszów.
1 stycznia 2024 nazwa miejscowości została zniesiona.
W latach 1975–1998 miejscowość administracyjnie należała do województwa kaliskiego.